# Matthias Lanzinger
Matthias Lanzinger, né le 9 décembre 1980 à Abtenau, est un skieur alpin autrichien spécialiste du super G. Victime d'une lourde chute sur la piste de Kvitfjell en février 2008, l'Autrichien est amputé d'une jambe quelques jours plus tard. Il participe par la suite aux Jeux paralympiques. Son palmarès avant son accident fait état d'un podium en coupe du monde décroché en novembre 2005 à Lake Louise. Lors de ses premiers Jeux paralympiques, il décroche une médaille d'argent en Super-G.

## Carrière
Aligné en Coupe d'Europe jusqu'à la saison 2007, il termine troisième du super-G lors de la coupe du monde de ski alpin 2005, à Beaver Creek le 1er décembre 2005. C'était sa deuxième course en Coupe du monde après sa 21e place lors du Super-G de Lake Louise le 27 novembre 2005.
Le 2 mars 2008, lors du super G de Kvitfjell, il est victime d'un grave accident en perdant l'équilibre après un saut avant que sa tête ne heurte une porte de plein fouet. Souffrant de complications vasculaires en plus d'une fracture du tibia-péroné, il est placé dans un coma artificiel à l'hôpital Ullevaal d'Oslo. Devant l'impossibilité de rétablir la circulation sanguine dans la jambe après deux opérations, les médecins pratiquent une amputation au-dessous du genou de celle-ci deux jours après son hospitalisation.
Plusieurs critiques sont émises envers les organisateurs de l'épreuve notamment par rapport à l'intervention des secours qui ont dû réquisitionner un hélicoptère de tourisme après avoir tenté de transporter le blessé sur un traîneau. En outre, la dangerosité de la piste est mise en avant pour expliquer la chute du skieur.
Sorti d'hôpital, il compte tout d'abord renoncer à la pratique du ski, et poursuit des études de marketing. Puis il reprend l'entraînement, avec son coach Manuel Hujara, dans le cadre du handisport. Il se qualifie pour participer à la délégation autrichienne aux Jeux paralympiques d'hiver de 2014 à Sotchi, pour les épreuves de ski alpin catégorie debout. Après une quatrième place en descente, il décroche la médaille d'argent en Super-G, en 1 min 21 s 33, derrière son compatriote Markus Salcher.

## Palmarès

### Jeux paralympiques
Sotchi 2014
- Médaille d'argent en Super-G (debout) : 1 min 21 s 33

### Coupe du monde
- Meilleur classement général final : 54e en 2006.
- Meilleur résultat : 3e place (une fois).
- 1 podium en carrière.

 Dernière mise à jour le 7 mars 2008 

#### Différents classement en coupe du monde
| Année/Classement | Année/Classement | Général | Général | Descente | Descente | Super G | Super G | Géant  | Géant  | Slalom | Slalom | Combiné | Combiné |
| ---------------- | ---------------- | ------- | ------- | -------- | -------- | ------- | ------- | ------ | ------ | ------ | ------ | ------- | ------- |
| Année/Classement | Année/Classement | Class.  | Points  | Class.   | Points   | Class.  | Points  | Class. | Points | Class. | Points | Class.  | Points  |
| 2005             | 2005             | 80e     | 61      | -        | -        | 25e     | 61      | -      | -      | -      | -      | -       | -       |
| 2006             | 2006             | 54e     | 130     | -        | -        | 14e     | 126     | -      | -      | -      | -      | 48e     | 4       |
| 2007             | 2007             | 63e     | 111     | -        | -        | 20e     | 76      | 29e    | 35     | -      | -      | -       | -       |
| 2008             | 2008             | 65e     | 108     | -        | -        | 31e     | 37      | 23e    | 71     | -      | -      | -       | -       |

### Juniors
- Championnats du monde juniors 2000 au Québec (Canada) :
  -  Médaille d'argent sur le slalom.